# Disuguaglianza economica

Differenze in uguaglianza dei redditi tra le nazioni del mondo come misurate dal coefficiente di Gini nazionale. Il coefficiente di Gini è un numero tra 0 e 1, dove 0 corrisponde alla uguaglianza perfetta (nella quale tutti hanno lo stesso reddito) e 1 corrisponde alla disuguaglianza assoluta (dove una persona ha tutto il reddito e tutti gli altri hanno reddito nullo).

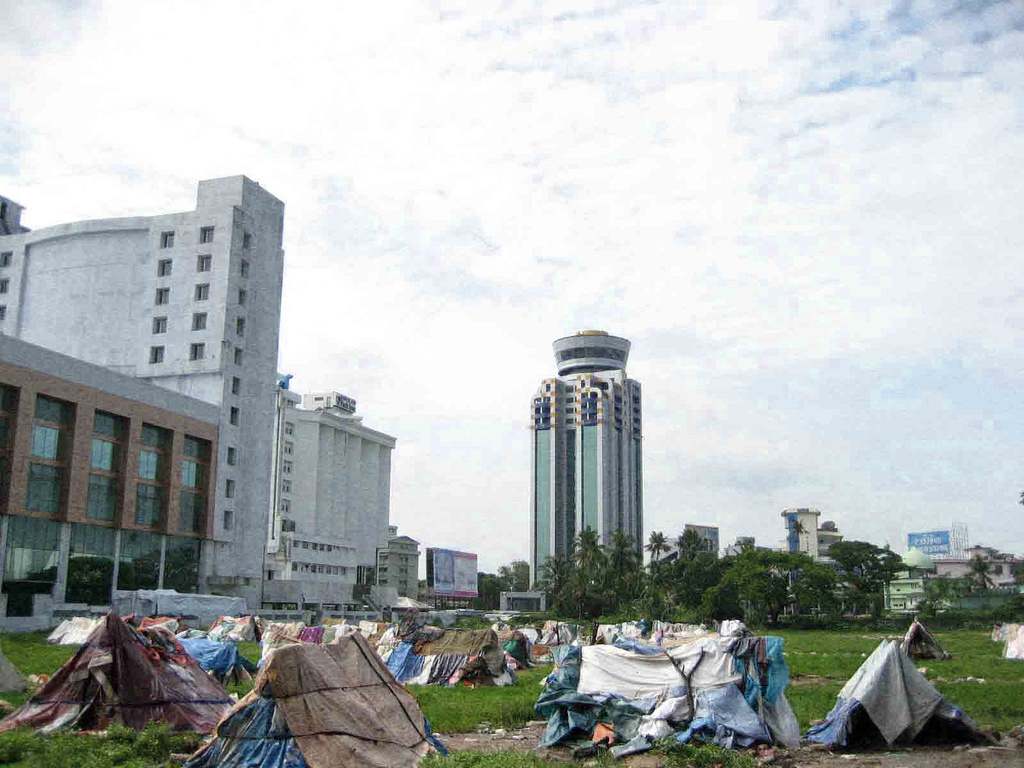
Slum nei pressi di grattacieli commerciali a Cochin, in India.

La disuguaglianza economica (nota anche come divario tra ricchi e poveri o disparità di ricchezza) comprende le disparità nella distribuzione del patrimonio economico (ricchezza) e del reddito tra gli individui di una popolazione. Il termine, di° disuguaglianza tra individui e gruppi all'interno di una società, ma può anche denotare disuguaglianza tra paesi. La questione della disuguaÈ

## Teorie
(Rousseau)
Esistono pareri discordanti sull'accettabilità morale e sull'utilità della disuguaglianza, e su quanta disuguaglianza sia necessaria o tollerabile in una società, e su come ci si debba comportare. Sostanzialmente, le opinioni di valore sulla disuguaglianza possono assumere una triplice veste.
Da un lato, vi è chi elogia la disuguaglianza come necessaria e utile poiché fornisce uno stimolo proficuo alla crescita economica, in quanto innesca una benefica competizione, individuale e collettiva, tra soggetti diseguali: questo processo, però, può esprimersi solo a condizione che gli operatori si muovano in una situazione di libero mercato, priva di significativi condizionamenti e interventi pubblici.
D'altro canto, vi è chi, pur auspicandone il superamento, considera la disuguaglianza come un elemento congenito alla stessa natura del sistema capitalistico, necessario al suo funzionamento: sarà lo stesso sistema capitalistico a determinare il superamento quando si producano laceranti disparità economiche e sociali.
Vi è, infine, chi la considera come un problema sociale ed economico, soprattutto quando raggiunge particolari intensità: secondo questa visione, politiche di contrasto alla disuguaglianza si ripercuotono positivamente sull'intero sistema economico e sociale e non solo su coloro i quali sono gli immediati beneficiari di quelle politiche. Quest'ultima opinione, da un punto di vista economico, può essere ricondotta a un pensiero di matrice keynesiana; dal versante politico, è ricollegabile a una politica di tipo socialdemocratico.
Storicamente le disuguaglianze sono state ridotte o da contingenti maligni come guerre, carestie, epidemie, o da contingenti benigni come l'aumento dell'istruzione, sistemi di tassazione progressiva, politiche miranti la redistribuzione delle ricchezze e delle opportunità.

## Misura della disuguaglianza nel mondo oggi
La disuguaglianza economica varia tra le società e nei diversi periodi storici: tra strutture o sistemi economici (come capitalismo e socialismo), guerre passate e future, differenze nella capacità degli individui di creare ricchezza, sono tutti fattori in grado di generare disuguaglianza economica.
Esistono diversi indici numerici per misurare la disuguaglianza economica. Il coefficiente di Gini è un indice molto usato, ma ci sono anche molti altri metodi.
Uno studio intitolato "Divided We Stand: Why Inequality Keeps Rising" (Divisi restiamo: perché la disuguaglianza continua a crescere) della Organizzazione per la Cooperazione e lo Sviluppo Economico (OCSE) raggiunge conclusioni sulle cause, conseguenze e implicazioni politiche del continuo amplificarsi della estremizzazione di ricchezza e povertà per tutti i paesi membri, (OCSE 2011-12-05).
- "La disuguaglianza dei redditi nei paesi dell'OCSE ha raggiunto il livello più alto dell'ultimo mezzo secolo. Nei paesi dell'OCSE, il reddito medio del 10% più ricco della popolazione è circa nove volte quello del 10% più povero, salendo rispetto alle sette volte di 25 anni fa."[8]
- sia in Israele che negli Stati Uniti la disuguaglianza è cresciuta ulteriormente partendo da valori già alti.[8]
- "Altre nazioni tradizionalmente più egualitarie, come la Germania, la Danimarca e la Svezia, hanno visto il divario tra ricchi e poveri espandersi da 5 a 1 degli anni '80, a 6 a 1 degli anni 2000."[8]

Secondo uno studio condotto dal World Institute for Development Economics Research Università delle Nazioni Unite nel 2000 l'1% degli adulti ricchi possedevano da soli il 40% dei beni del mondo. Le tre persone più ricche possiedono più beni finanziari delle 48 nazioni più povere prese assieme.
La ricchezza complessiva dei milionari con più di 10 milioni di dollari è cresciuta fino a raggiungere nel 2008 i 41 bilioni di dollari.
Nel 2001, il 46.4% della gente nell'Africa subsahariana viveva in estrema povertà.
Non solo quasi la metà di tutti i bambini indiani sono denutriti, ma risulta malnutrito anche un terzo di quelli del quinto più ricco della popolazione.
Nel corso degli ultimi venti anni prima dell'inizio della crisi finanziaria globale, il vero reddito disponibile delle famiglie è aumentato in media dell'1,7% all'anno nei 34 paesi membri. Tuttavia, il divario tra ricchi e poveri si è allargato nella maggior parte delle nazioni - la risorsa giornalistica dell'OCSE (2011-05) dal titolo "Crescenti disuguaglianze dei redditi nei paesi dell'OCSE" sostiene che con le sole eccezioni di Francia, Giappone e Spagna, i salari del 10% dei lavoratori meglio pagati sono aumentati rispetto a quelli del 10% pagati meno ed il differenziale tra il 10% più alto e quello più bassi varia molto da paese a paese: "Mentre questo rapporto è molto più basso nei paesi nordici ed in quelli dell'europa continentale, si innalza a 14 a 1 in Israele, Turchia e Stati Uniti, per raggiungere il valore di 27 a 1 in Cile e Messico."
Nonostante la discussione in atto sulle attuali tendenze della disuguaglianza globale, la questione non è stata definitivamente chiarita, e questo vale sia per la disuguaglianza tra paesi che quella all'interno dei singoli paesi. I dati e le stime esistenti suggeriscono un forte aumento nella componente internazionale (e più in genere inter-macro-regionale) tra il 1820 ed il 1960. Potrebbe poi essere leggermente calata a spese di un aumento della disuguaglianza all'interno dei singoli paesi.
L'economista Branco Milanovic ha pubblicato più volte studi che dimostrano che la disuguaglianza economica nel mondo è in diminuzione

## Cause della disuguaglianza
Ci sono molte teorie sulle cause della disuguaglianza all'interno delle società e tra le varie società.
"Il singolo fattore più importante è stato la crescita della disuguaglianza di compensi e salari (OCSE 2011-12-05)."
Secondo l'economista Thomas Piketty il fattore principale sono le successioni ereditarie.
Queste cause sono spesso in relazione tra loro. Tra i fattori riconosciuti che influiscono sulla disuguaglianza economica troviamo:
- eredità o lasciti
- attività illecite o criminali, bottini di guerra
- maggiore disuguaglianza in compensi e salari
  - lavoratori con alti livelli di specializzazione guadagnano di più di quelli con specializzazione bassa o nulla
- concentrazione della ricchezza
- mercato del lavoro[8]
  - globalizzazione[8][18]
  - mutamenti tecnologici[8]
  - riforme politiche[8]
    - tasse
- istruzione
- divari nell'informatizzazione e nella crescita tecnologica[18]
- razzismo
- discriminazione sessuale
- cultura
- modello di sviluppo
- preferenze personali rispetto al lavoro, al tempo libero ed al rischio
- capacità innate
- nepotismo
- consumi
- protezionismo legislativo dei capitali

Secondo il rapporto The world at work: Jobs, pay, and skills for 3.5 billion people del McKinsey Global Institute, dal 1980 al 2010 il numero di lavoratori a livello mondiale è aumentato da 1.7 a 2.9 miliardi, con una proiezione di 3.5 miliardi nel 2030.

Nei Paesi dell'OCSE, la media di ore lavorate è scesa da 1.860 ore/anno a circa 1.720 ore annuali pro-capite. Nello stesso tempo, è diminuita di quasi sette punti percentuali la quota di PIL destinata ai salari, e dal 2008 è emerso un trend globale all'allargamento della forbice retributiva con un'impennata delle occupazioni a basso reddito a fronte di un netto calo delle opportunità per le classi intemedie, e con un 20% di lavoratori che ha visto aumentare il proprio tenore di vita.

### Mercato del lavoro
La causa principale della disuguaglianza all'interno di un'economia di mercato è la determinazione dei compensi secondo i meccanismi del mercato del lavoro. La disuguaglianza è legata alle differenze nella domanda ed offerta per diversi tipi di lavoro. In un sistema produttivo puramente capitalistico (ossia dove le organizzazioni dei lavoratori e dei professionisti non possono limitare il numero dei lavoratori) i compensi per i lavoratori non saranno controllabili né da queste organizzazioni, né dal datore di lavoro, bensì dal mercato. I salari funzionano come i prezzi di qualsiasi altra merce. Così, i salari possono essere considerati una funzione del prezzo di mercato di una certa competenza. E quindi, la disuguaglianza viene determinata da questo prezzo. Secondo la legge della domanda e dell'offerta, il prezzo di una competenza verrà determinato dal punto di incontro tra la domanda e l'offerta di lavoratori con una certa specializzazione. Dovremmo aspettarci che il prezzo salga quando la domanda supera l'offerta, e viceversa. Se un datore di lavoro offrisse salari sotto il livello del mercato si troverebbe cronicamente sotto-staff. La competizione si avvantaggerebbe di questa situazione offrendo compensi più alti per sottrarre i lavoratori migliori. Per un imprenditore, principalmente motivato dalla massimizzazione del profitto, sarebbe perdente offrire ai lavoratori compensi fuori mercato, sia troppo alti che troppo bassi.
Secondo questo modello, se un particolare lavoro può essere svolto da più lavoratori in competizione fra loro, rispetto ad un altro, al primo posto corrisponderà un salario più basso. Questo avviene perché la concorrenza tra i lavoratori tenderà ad abbassare il compenso. Un esempio di questo fenomeno lo vediamo nei salari dei lava-piatti o degli addetti al servizio-clienti. La concorrenza tra i lavoratori può abbassare i salari in virtù della sostituibilità di un lavoratore rispetto al suo particolare ruolo. Quando un tipo di lavoro trova solo pochi lavoratori disponibili e capaci di svolgerlo (bassa offerta), in contrasto con un grande bisogno di lavoratori di quel tipo (domanda alta), allora a questo lavoro corrisponde un compenso alto. Questo avviene perché i datori di lavoro in concorrenza tra loro per dipendenti alzano il salario che offrono. Esempi di questo sono i lavori che richiedono alti livelli di specializzazione, rare abilità, oppure coinvolgono alti livelli di rischio. La concorrenza tra datori di lavoro alza i salari in virtù della natura particolare del lavoro, quando scarseggiano i lavoratori in grado di svolgerlo. Un'organizzazione professionale potrebbe limitare il numero di lavoratori disponibili per un certo lavoro, questo alzerebbe la domanda per quel tipo di lavoratore e produrrebbe quindi redditi più alti per gli associati.
Gli associati ad organizzazioni del lavoro possono anche ottenere salari più alti attraverso trattative sindacali, influenza politica, o corruzione.
Queste interazioni tra domanda ed offerta del mercato del lavoro risultano in una gradazione di livelli di compensi all'interno di una società che influenza la disuguaglianza economica in maniera significativa.

### Tasse
Un'altra causa determinante della pessima disuguaglianza economica è il rapporto con cui vengono tassati i redditi, associato alla progressività del sistema di tassazione.
Un'imposizione progressiva prevede che un'aliquota crescente al crescere del valore imponibile.
In un sistema di tassazione progressivo, il livello della aliquota di tassazione più alta ha un impatto diretto sul livello di disuguaglianza all'interno di una società, aumentandolo o diminuendolo. Inoltre, una progressività più elevata risulta in una distribuzione dei redditi più equa in generale. La differenza tra gli indici di Gini per le distribuzioni dei redditi prima e dopo le tasse è un indicatore degli effetti di questa tassazione. Le aliquote complessive delle imposte sui redditi negli Stati Uniti sono inferiori a quelle della media dei paesi dell'OCSE.
C'è controversia tra politici ed economisti sul ruolo della politica di tassazione sul mitigare o esacerbare la disuguaglianza della ricchezza. Economisti come Paul Krugman, Peter Orszag, and Emmanuel Saez sostengono che, nell'era dopo la seconda guerra mondiale, la politica fiscale in America ha in realtà aumentato la disuguaglianza tra i redditi consentendo ai lavoratori americani più ricchi un accesso al capitale molto più facile che per gli americani più poveri. Alcuni politici, tra cui Paul Ryan, non credono che la politica di tassazione abbia creato un baratro tra gli americani di classe ricca, media e bassa.

### Informatizzazione/innovazione tecnologica
Un altro fattore che ha contribuito alla già crescente disuguaglianza nel XX secolo è stata la informatizzazione e l'innovazione tecnologica con la forza lavoro elettrico-meccanica che rimpiazzava quella umana. Con questo crescente cambiamento in tecnologia, è stato accompagnato negli Stati Uniti da un aumento della domanda di lavoratori capaci di utilizzare i computer o di operare le macchine elettroniche. Questo ha aumentato la domanda per lavoratori altamente specializzati e qualificati, aumentando il divario di salari tra lavoratori specializzati e quelli senza specializzazione. Questo cambiamento ha aumentato una disuguaglianza già esistente.

### Istruzione
Un fattore importante nel determinare disuguaglianza economica è la variabilità nella opportunità di accesso all'istruzione degli individui. Livelli di istruzione elevati, specialmente in presenza di una forte domanda di lavoratori qualificati, portano a salari alti per coloro che li raggiungono. Di conseguenza, coloro che non possono permettersi un'istruzione, o coloro che scelgono di non perseguire livelli più elevati, normalmente ricevono compensi più ridotti. Con il movimento per l'istruzione secondaria di massa del 1910-1940, ci fu un aumento del numero di lavoratori qualificati che portò ad una riduzione dei salari per i lavoratori con tali qualificazioni. La Scuola secondaria del periodo era progettata per fornire agli studenti l'insieme di competenze necessarie per essere efficaci sul lavoro. Di fatto, era diversa dal sistema di scuola secondaria attuale, che è semplicemente visto come una pietra miliare nel percorso verso un diploma universitario laurea breve o superiore. Questo calo nei salari (per i lavoratori qualificati) ha, a sua volta, determinato una compressione nella distribuzione e una minore disuguaglianza tra lavoratori con o senza qualifiche.

### Neoliberismo
John Schmitt e Ben Zipperer (2006) del CEPR (Centre for Economic Policy Research - Centro per la Ricerca in Economia Politica) indicano che il neoliberismo e la deregolamentazione del mercato assieme al declino nella sindacalizzazione tra i lavoratori, come una delle cause della crescita della disuguaglianza economica. In un'analisi degli effetti delle politiche neo-liberiste in America e Gran Bretagna rispetto a quelle adottate nell'Europa continentale, dove i sindacati sono rimasti forti, gli autori concludono che "Il modello economico e sociale degli USA è associato a livelli sostenuti di esclusione sociale, compresi alti livelli di disuguaglianza dei redditi, alti livelli di povertà relativa ed assoluta, bassi livelli di istruzione conseguiti, bassi livelli di salute, ed alti tassi di crimine ed incarcerazione. Allo stesso tempo, le prove e gli indizi esistenti non confermano la opinione che il modello statunitense di mercato del lavoro con la sua flessibilità migliori drasticamente i livelli di occupazione. Nonostante il preconcetto popolare che sostiene il contrario, il sistema economico degli Stati Uniti mostra livelli di mobilità economica inferiori di quelli in tutti i paesi dell'Europa continentale per i quali ci sono dati."

### Globalizzazione
La liberalizzazione del mercato globale può trasferire disuguaglianza economica dal livello globale a quello nazionale. Quando i paesi ricchi commerciano con i paesi poveri, i lavoratori non specializzati dei paesi ricchi possono vedersi ridurre i salari come risultato della concorrenza, allo stesso tempo i salari dei lavoratori nei paesi poveri dovrebbero crescere. L'economista del mercato Paul Krugman ritiene che la liberalizzazione dei mercati abbia avuto un effetto misurabile sulla crescita della disuguaglianza negli Stati Uniti. Attribuisce questa tendenza all'aumentato commercio con i paesi poveri e con la frammentazione dei mezzi di produzione, da cui deriva una crescente mobilità del lavoro non-qualificato. Tuttavia, ammette che l'effetto del mercato globale sulla disuguaglianza in America è marginale rispetto a quello di altre cause, come per esempio l'innovazione tecnologica, opinione condivisa da altri esperti. Lawrence Katz valuta che il libero commercio globale spiega al massimo il 5-15% della crescita nella disuguaglianza dei redditi. Alcuni economisti, tra cui Robert Lawrence, negano qualsiasi relazione di questo tipo. Lawrence, in particolare, sostiene che nei paesi più ricchi l'innovazione tecnologica e l'automazione hanno rimpiazzato i lavori manuali di scarsa specializzazione con le lavorazioni a macchina, a che i paesi più ricchi non hanno più numeri significativi di lavoratori non qualificati che potrebbero subire la competizione dei lavoratori dei paesi più poveri.

### Disuguaglianza di genere

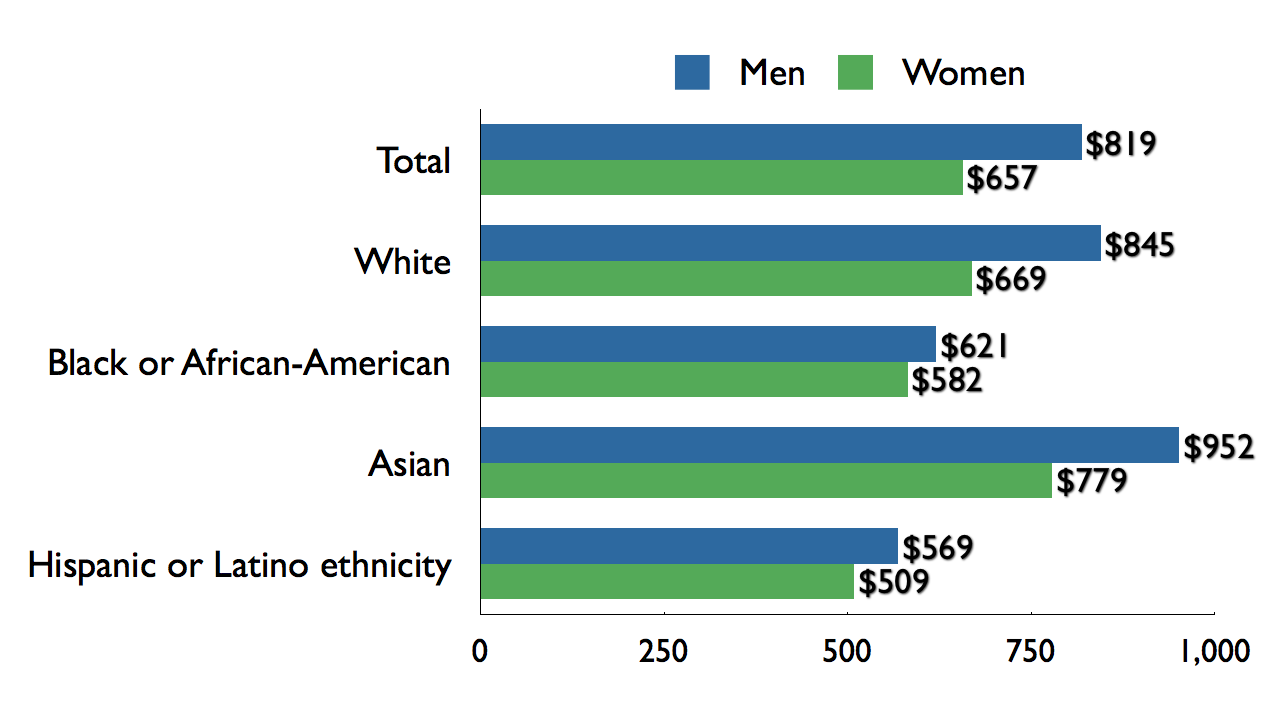
Guadagni settimanali mediani per lavoratori salariati a tempo pieno, divisi per sesso, razza e gruppo etnico, 2009.

In molti paesi, c'è disuguaglianza di genere che favorisce i maschi nel mercato del lavoro.
Per esempio, in USA, il salario mediano delle lavoratrici a tempo pieno è solo il 77% di quello dei lavoratori. Altri fattori, oltre alla discriminazione, potrebbero contribuire ad ampliare questo divario. In media, le donne prendono più in considerazione aspetti diversi dalla paga quando cercano lavoro, e potrebbero essere meno disposte a viaggiare o a trasferirsi per lavorare. Thomas Sowell, nel suo libro Knowledge and Decisions (Conoscenza e Decisioni), sostiene che questa differenza dipende dal fatto che le donne non accettano lavori in conflitto con il matrimonio o le gravidanze, ma studi sui redditi dimostrano che questi fattori non spiegano l'intera differenza. Gli uomini sono molto più disposti a svolgere mestieri pericolosi che spesso sono meglio pagati di mestieri preferiti dalle donne. Il rapporto del censimento U.S.A. sul divario dei salari riferisce: "Quando prendiamo in considerazione le differenze tra maschi e femmine nelle forme di lavoro ed altri fattori chiave, le donne risultano guadagnare in media l'80 percento di quanto guadagnano gli uomini nel 2000... Anche considerando altri fattori chiave che influiscono sulla compensazione economica, il nostro modello non riesce completamente spiegare la differenza di salari tra uomini e donne." Il divario di reddito tra i sessi negli altri paesi va dal 53% in Botswana al -40% in Bahrain. Negli Stati Uniti, se si considerano solamente gli individui che non si sposano né hanno bambini, allora le donne guadagnano più degli uomini. Inoltre, le donne che lavorano a tempo parziale, guadagnano in media di più degli uomini nella stessa posizione.
La disuguaglianza e la discriminazione tra maschi e femmine è accusata di generare e perpetuare povertà e vulnerabilità nella società intera. La conoscenza e le risorse delle famiglie e all'interno delle famiglie sono fattori determinanti della capacità degli individui di beneficiare di opportunità di vita esterne o di rispondere appropriatamente alle minacce. Alti livelli di istruzione e di integrazione sociale migliorano in maniera significativa la produttività di tutti gli appartenenti alla famiglia e l'equità diffusa nella società in generale. Gli indici di equità tra i generi cercano di fornire gli strumenti per dimostrare questa caratteristica della povertà.

### Modello di Sviluppo

Curva di Kuznets

Simon Kuznets sosteneva che i livelli di disuguaglianza economica sono in larga parte il risultato degli stadi di sviluppo. Kuznets immaginava una funzione con un andamento ad U rovesciata tra i livelli di reddito e la disuguaglianza, conosciuta oggi come la curva di Kuznets. Secondo Kuznets, nazioni con basso livello di sviluppo mostrano distribuzioni di ricchezza relativamente egualitarie. Via via che una nazione si sviluppa economicamente, accumula maggiori capitali, cosa che conferisce ai detentori di capitale maggiore ricchezza e reddito, aumentando la disuguaglianza. Ma successivamente, attraverso svariati meccanismi di ridistribuzione come programmi di welfare, i paesi maggiormente sviluppati ritrovano livelli di disuguaglianza minori. Kuznets dimostrava questa relazione usando cross-sectional data. Tuttavia, test più recenti analizzando serie di dati più ampie confermano solo debolmente la teoria. La curva di Kuznets prevede che con il tempo e lo sviluppo la disuguaglianza tenderebbe a diminuire. Ad esempio, la disuguaglianza dei redditi è davvero diminuita negli Stati Uniti durante il movimento per la scuola secondaria negli anni quaranta ed immediatamente successivi. Tuttavia dati più recenti mostrano che i livelli di disuguaglianza hanno ripreso a crescere dopo gli anni settanta. Questo non implica necessariamente l'invalidità della teoria di Kuznets. Potremmo stare assistendo ad un nuovo ciclo di Kuznets, legato in particolare allo spostamento dell'economia dal settore manifatturiero a quello dei servizi. Secondo questa teoria, in ciascun momento storico multipli cicli di Kuznets potrebbero contribuire con effetti sulla disuguaglianza.

### Differenze legate alle preferenze e scelte individuali
Tra gli aspetti culturali, la diversificazione all'interno di una società delle preferenze individuali spesso contribuisce a produrre disuguaglianza economica. Di fronte alla scelta tra lavorare di più per guadagnare più soldi o godere di più tempo libero, individui pur ugualmente capaci e con identico potenziale di guadagno spesso sceglieranno strategie diverse. Questo porterà a disparità economiche anche in una società con perfetta uguaglianza delle capacità e delle circostanze individuali. Il trade-off tra lavoro e tempo libero è particolarmente importante dal lato dell'offerta del mercato del lavoro in economia del lavoro.
Analogamente, gli individui di una società hanno spesso livelli diversi di predisposizione o avversione al rischio. Quando individui di pari capacità intraprendono un'attività rischiosa ma con alte potenzialità di profitto, come l'avvio di nuove imprese, alcuni avranno successo mentre altri falliranno. La coesistenza di successi ed insuccessi contribuisce alla disuguaglianza economica nella società, anche quando tutti gli individui sono in partenza identici.

### Concentrazione della ricchezza
La concentrazione della ricchezza è un processo teorico per cui, in determinate condizioni, la nuova ricchezza che viene prodotta si concentra in mano ad individui o entità già ricchi. Secondo questa teoria, coloro che già hanno ricchezza hanno anche i mezzi per investire nella creazione di nuove fonti per produrne di nuova o di altrimenti sfruttare la ricchezza già in mano loro per diventare i soli beneficiari della nuova ricchezza prodotta. Nel corso del tempo, questo processo di condensazione della ricchezza può contribuire significativamente alla persistenza della disuguaglianza all'interno della società.
Ecco un'esemplificazione del meccanismo di concentrazione della ricchezza: i camionisti proprietari di camion spesso guadagnano di più di quelli che non possiedono il proprio mezzo e che devono pagare un affitto al proprietario del camion noleggiato (oltre a tutti gli altri costi di manutenzione). Quindi, un camionista che ha una disponibilità iniziale sufficiente a comprare il proprio camion riuscirà a fare più soldi. Un camionista che non possiede il suo camion otterrà un reddito minore e rimarrà bloccato in un paradosso del Comma 22, incapace di acquisire la proprietà del camion che sarebbe necessaria per aumentare il proprio reddito.
Come altro esempio di concentrazione della ricchezza, consideriamo come gli individui ad alto reddito riusciranno accumulare risparmi molto più velocemente di individui con reddito basso. I gruppi sociali con reddito più alto potranno risparmiare una porzione significativa del proprio reddito. Mentre, i gruppi a basso reddito prendono a malapena abbastanza per coprire i propri bisogni di consumo, e quindi saranno in grado di risparmiare solo una piccola parte del proprio reddito o addirittura nulla. Supponendo che entrambi i gruppi ottengano lo stesso tasso di rendimento dei propri risparmi, la rendita da risparmio degli individui ad alto reddito sarà molto più alta in virtù della base molto più ampia su cui guadagnare.
Questa correlazione tra l'essere ricchi e guadagnare di più è anche accresciuta dal fenomeno della plutocrazia: la capacità sproporzionata dei ricchi di influenzare il governo a proprio favore per aumentare la propria ricchezza. Il termine "plutocrazia" è formalmente definito come classe ricca che controlla un governo, spesso da dietro le quinte. Più in generale, una plutocrazia è qualsiasi forma di governo in cui i ricchi esercitano preponderante influenza sul potere politico, direttamente o indirettamente. Un gruppo relativamente chiuso di persone privilegiate interviene a plasmare l'economia e la politica a proprio vantaggio. In ogni caso, i proprietari e dirigenti di alto livello di attività a grande rendimento sono di gran lunga le figure di potere predominanti nel paese.
Correlati alla concentrazione della ricchezza sono gli effetti della disuguaglianza intergenerazionale e della disuguaglianza abitativa. I ricchi tendono a fornire più alti livelli di istruzione ai propri figli, aumentando le loro probabilità di raggiungere redditi elevati. Inoltre, i ricchi spesso lasciano alla loro prole grosse eredità, facendoli partire già da un livello più alto nel processo di accumulazione della ricchezza.
Nel suo libro del 1985 Regular Economic Cycles: Money, Inflation, Regulation and Depressions – in italiano Cicli Economici Regolari: Denaro, Inflazione, Regolamentazione e Depressioni – Ravi Batra sostiene che a una crescente concentrazione della ricchezza, misurata come la 'quota di ricchezza detenuta dall'uno per cento più ricco', corrispondono fallimenti bancari e depressioni. In Tabella 1 a pagina 127, vi sono dati per questa misura per gli anni 1810-1969, che mostrano un aumento nella quota dell'1% prima del crollo del 1929 del mercato azionario.
"... al crescere della concentrazione di ricchezza, cresce anche il numero di banche con prestiti relativamente a rischio. E maggiore è la concentrazione, maggiore è il numero di potenziali fallimenti bancari".

Batra prevedeva che lo stesso fenomeno si sarebbe verificato se la quota dell'1% fosse tornata ad alzarsi.

### Inflazione
Alcuni economisti di scuola austriaca hanno teorizzato che un tasso di inflazione elevato, causato dalla politica monetaria di un paese, potrebbe contribuire alla disuguaglianza economica.
Questa teoria sostiene che l'inflazione prodotta attraverso la maggiore offerta di denaro circolante e la svalutazione è una misura governativa che favorisce coloro che hanno già una capacità di profitto a scapito degli stipendiati a reddito fisso o dei risparmiatori, aggravando così i livelli di disuguaglianza. Questi economisti citano esempi nei quali l'inflazione e la disuguaglianza si dimostrano in correlazione e notando che l'inflazione può essere generata indipendentemente stampando denaro, suggeriscono che sia l'inflazione a causare la disuguaglianza.

### Mobilità
Quando diversi strati di potere — economico, politico, di rango, di cooptazione, o meritocratico — si concentrano nelle mani di pochi, allora tenderanno a trincerarsi attraverso l'esercizio di quello stesso potere accumulato, riducendo la mobilità ed aumentando la disuguaglianza.

## Fattori mitiganti
I paesi che hanno legislazioni orientate a sinistra godono di livelli inferiori di disuguaglianza.
Molti fattori limitano la disuguaglianza economica e possono essere suddivisi in due classi: le misure del governo e dello Stato ed i fattori di mercato. I meriti e l'efficacia dei due tipi di approccio sono argomento di dibattito.
Tipici provvedimenti di un governo atti a ridurre la disuguaglianza economica comprendono:
- La pubblica istruzione: che aumenta l'offerta di lavoro qualificato e riduce la disuguaglianza tra redditi legata ai diversi livelli di istruzione raggiungibile.[44]
- Le imposte progressive: che tassando in proporzione più i ricchi dei poveri, riducono le differenze di reddito disponibile all'interno di una società.[45]
- Il salario minimo determinato per legge: che innalza il reddito dei lavoratori più poveri[senza fonte]
- La gestione pubblica o sovvenzionata di prodotti o servizi: con cui, fornendo gratis o a basso prezzo prodotti e servizi essenziali (come cibo, assistenza sanitaria, e spazi abitativi), i governi possono efficacemente alzare il potere d'acquisto dei cittadini più poveri.

Queste misure possono ridurre le disuguaglianze, ma a volte hanno prodotto un aumento della disuguaglianza economica (come nell'Unione Sovietica, dove la distribuzione di questi beni e servizi sovvenzionati era controllata da una classe privilegiata). Alcuni esperti di Scienze Politiche sostengono che una politica governativa controllata dalle organizzazioni dei ricchi ha consistentemente minato l'uguaglianza economica negli USA a partire dagli anni settanta.
Tra i fattori del mercato, estranei all'intervento dello Stato, che tendono a ridurre la disuguaglianza troviamo:
- La propensione alla spesa: all'aumentare del proprio reddito e ricchezza, una persona deve spendere di più. In un esempio estremo, se un individuo possedesse tutto, avrebbe immediatamente bisogno di impiegare l'altra gente per mantenere le sue proprietà, con l'effetto di ridurre la concentrazione di ricchezza.[48]
- Il sindacato: sebbene non squisitamente un fattore di mercato, le organizzazioni dei lavoratori possono contribuire a ridurre le disuguaglianze attraverso la negoziazione delle paghe contrattuali. Con il diminuire del potere del sindacato e l'affermarsi di forme di salario legato alla produttività, la disuguaglianza economica è aumentata di riflesso alla disuguaglianza di produttività.[49]

Nel 2013 Goran Theborn ha rilevato i meccanismi psicosociali che possono ridurre le disparità: il meccanismo dell'avvicinamento, meccanismo dell'inclusione, meccanismo per la redistribuzione delle risorse.

## Effetti della disuguaglianza
Chiara Volpato rileva come le grandi disuguaglianze economiche e sociali provocano un aumento dei problemi sanitari e sociali, rafforzano razzismo e violenza, ostacolano la mobilità sociale e sono responsabili dell'abbassamento del livello di istruzione e del benessere sociale.

### Coesione sociale
Diversi studi hanno dimostrato che esiste una relazione inversa tra la disuguaglianza dei redditi e la coesione sociale. Nelle società più egualitarie le persone sono più portate a fidarsi l'una dell'altra, le misure del capitale sociale suggeriscono un migliore coinvolgimento nella comunità e i tassi di omicidio sono consistentemente più bassi.
In una pubblicazione del 2002, Eric Uslaner e Mitchell Brown hanno dimostrato esserci un'alta correlazione in una società tra il livello di fiducia reciproca ed il livello di equità nei redditi. Lo hanno dimostrato analizzando risposte a domande tipo "Se ne avessero la possibilità pensate che gli altri trarrebbero vantaggio a scapito vostro?" nel sondaggio sociale generale negli USA confrontando con le statistiche sulla disuguaglianza dei redditi. Analogamente, un articolo del 2008 di Andersen e Fetner rileva una relazione forte tra disuguaglianza economica (sia all'interno del paese stesso che tra nazioni) ed il livello di tolleranza in 35 democrazie.
Robert Putnam, professore di scienze politiche ad Harvard, stabilisce i legami tra capitale sociale e la disuguaglianza economica. I suoi studi più importanti, rilevano questi legami sia negli Stati Uniti che in Italia.

## Percezione della disuguaglianza
Al di la degli studi economici, studi di psicologia sociale hanno indagato la percezione dei cittadini in merito alle disuguaglianze rilevando come sia ampiamente sottostimata la reale disparità di reddito; inoltre di fronte a ipotetici diversi scenari economici la maggioranza di cittadini opta per una moderata disparità economica sociale.

## La parata di Pen
Nel 1971 l'economista olandese Jan Pen ha proposto una efficace metafora, tradotta accademicamente in grafici, sulla disuguaglianza economica chiedendo di immaginare di assistere ad una sfilata di un corteo della durata di un'ora, in cui i partecipanti marciano in ordine crescente di altezza in base al proprio reddito, chiamata appunto Parata di Pen.